# نادي فيلجيرس 1932
نادي فيلجيرس 1932 هو نادي كرة قدم مقره في فلجيرس، منطقة بورتو، البرتغال، تأسس في عام 2006 بعد انتهاء نادي فلجيرس لكرة القدم في 2005 بسبب مشاكل مالية. تم صعودهم للعب في الدرجة الثالثة البرتغالية في موسم 2021/2022 وعقد مبارياتهم في Estádio Dr. Machado de Matos [الإنجليزية] .

## روابط خارجية
- نادي فيلجيرس 1932  على فيسبوك.
- نادي فيلجيرس 1932 على إنستغرام
- نادي فيلجيرس 1932 على Playmakerstats